# Haggöl (Ukna socken, Småland)
Haggöl är en sjö i Västerviks kommun i Småland och ingår i Storåns huvudavrinningsområde.